# Кривда Віктор Георгійович
Віктор Георгійович Кривда (1929 — ?) — український компартійний діяч, радянський дипломат, 2-й секретар Ровенського обкому КПУ. Депутат Верховної Ради УРСР 7-го скликання.

## Біографія
Освіта вища. Член КПРС з 1956 року.
Перебував на партійній роботі в Ровенській області. 
З 8 вересня 1962 по 13 лютого 1963 року — секретар Ровенського обласного комітету КПУ.
13 лютого 1963 — 1969 року — 2-й секретар Ровенського обласного комітету КПУ.
З 1972 року — на дипломатичній роботі в центральному апараті Міністерства закордонних справ (МЗС) СРСР.
У 1972—1975 роках — радник Посольства СРСР в Республіці Індії. У 1975—1979 роках — радник Посольства СРСР в Чехословацькій Соціалістичній Республіці.
У 1979—1984 роках — генеральний консул СРСР в місті Бейра (Народна Республіка Мозамбік). У 1985 році працював у центральному апараті Міністерства закордонних справ (МЗС) СРСР.
У квітні 1985 — серпні 1990 року — надзвичайний і повноважний посол СРСР в Республіці Ботсвана.
З 1991 року — на пенсії у Москві.

## Нагороди
- ордени
- медалі